# Néelova temperatura
Néelova temperatura ali temperatura magnetne preureditve (TN) je temperatura, nad katero antiferomagnetne snovi postanejo paramagnetne, se pravi, da postane njihova notranja energija dovolj velika, da poruši makroskopsko magnetno ureditev snovi.
Néelova temperatura je analogna Curiejevi temperaturi (TC) za feromagnetne snovi. Imenuje se po Louisu Eugèneu Félixu Néelu (1904–2000), ki je za svoje delo na tem podočju leta 1970 prejel Nobelovo nagrado za fiziko. 
Néelove temperature nekaterih snovi so prikazane v naslednji preglednici.
| Snov  | Néelova temperatura [K] |
| ----- | ----------------------- |
| MnO   | 116                     |
| MnS   | 160                     |
| MnTe  | 307                     |
| MnF2  | 67                      |
| FeF2  | 79                      |
| FeCl2 | 24                      |
| FeO   | 298                     |
| CoCl2 | 25                      |
| CoO   | 291                     |
| NiCl2 | 50                      |
| NiO   | 525                     |
| Cr    | 308                     |